# Javier Culson
Javier Culson Pérez Vizcoso (Ponce, Puerto Rico, 25 de julio de 1984) es un exatleta puertorriqueño de 400 m vallas. Durante su carrera deportiva logró una medalla de bronce en Juegos Olímpicos, fue subcampeón mundial en dos ocasiones, y ganó dos veces el Trofeo de diamante.

## Trayectoria
Culson inició su carrera en el atletismo a la edad de 16 años. Para el 2007 participó en el campeonato mundial de Osaka, en el que logró llegar a semifinales; el mismo resultado obtenido en los Juegos Olímpicos de Pekín 2008. 
Para el campeonato mundial de Berlín 2009, obtuvo la medalla de plata con un registro de 48,09 s por detrás del estadounidense Kerron Klement (47,91 s); y también se adjudicó el segundo puesto en los XXI Juegos Centroamericanos y del Caribe con un tiempo de 48,58 s.
Nuevamente llegó en la segunda posición en el campeonato mundial de Daegu 2011, esta vez con un tiempo de 48,44 s, a pesar de que iba dominando la carrera hasta la recta final cuando fue sobrepasado por el británico David Greene (48,26 s).
Para el año 2012 Culson asistió a los Juegos Olímpicos de Londres, y fue designado como el abanderado de la delegación puertorriqueña en la ceremonia de inauguración. Era uno de los candidatos para ocupar el podio, ya que tenía la mejor marca del año y cuatro victorias en la Liga de Diamante.
En efecto llegó a la final junto al experimentado Félix Sánchez, así como David Greene y el campeón defensor Angelo Taylor. En la recta final se encontraba en el segundo puesto por detrás de Taylor, pero perdió el ritmo al chocar con la séptima valla, y también Sánchez surgió en el tramo final para llevarse la segunda medalla de oro olímpica en su carrera. Culson acabó tercero con un tiempo de 48,10 s; el cual, pese a todo, le brindó la primera medalla a Puerto Rico en la historia del atletismo olímpico. Contrariado, expresó: «Sé que he hecho historia pero buscaba la medalla de oro y vine aquí con ese objetivo. Con la tercera posición... siento que fallé».
Posteriormente se presentó en Zúrich, y cerró la temporada con el quinto lugar de la carrera, aunque se adjudicó su primera Liga de Diamante.
El 2013 se presentó por cuarta ocasión al campeonato del mundo, esta vez en Moscú, y se ubicó en el sexto lugar de la carrera. Sin embargo, cerró la temporada con su segunda victoria en la Liga de Diamante.
Para el 2014 logró tres triunfos en la Liga de Diamante, que no fueron suficientes para ganar la prueba, por lo que se ubicó en el segundo puesto de la tabla. Además, para la Copa Continental de la IAAF obtuvo el tercer puesto en lo que era su segunda presentación en este evento, ya que en el 2010 había logrado la medalla de plata. Pese a todo, se hizo de la mejor marca del año en Nueva York con un tiempo de 48,03 s.
El 2015 consiguió la medalla de plata de los Juegos Panamericanos de Toronto con una marca de 48,67 s, mientras que en la segunda edición del campeonato Nacac ocupó el primer puesto con un tiempo de 48,79 s. En tanto, en el campeonato mundial de Pekín quedó relegado en las semifinales. El 2016 tomó parte de sus terceros Juegos Olímpicos en los que, pese a clasificar a la final, quedó descalificado por una salida en falso. En el campeonato mundial del 2017, en Londres, tampoco corrió con mejor suerte al quedar fuera de la competición en la fase previa. 
El 5 de julio de 2018 anunció  su retiro del atletismo. Su mejor marca personal en los 400 m vallas fue de 47,72 s lograda en Ponce, Puerto Rico, el 8 de mayo de 2010 durante el IV Ponce Grand Prix.